# Петър Георгиев (БКП)
Вижте пояснителната страница за други личности с името Петър Георгиев.
Петър Ганчев Георгиев е български политик от БКП.

## Биография
Роден е на 4 септември 1925 г. в Пловдив. Член е на РМС от 1940 г., а на БКП от 1946 г. След 9 септември 1946 г. е член на районен и градски комитет на РМС. През 1958 г. завършва Политехнически институт в СССР. След това започва работа като инженер в авторемонтния завод „Васил Коларов“ в Пловдив. След това работи в Института за проучване и проектиране, където е главен инженер. От 1963 г. ръководи филиала на „Машелектропроект“. От 1966 до 1971 г. е секретар на Окръжния комитет на БКП в Пловдив, а от 1971 г. е първи секретар на Градския комитет на БКП в града. От 25 април 1971 до 2 април 1976 г. е кандидат-член на ЦК на БКП, а от 2 април 1976 до 1990 г. е член на ЦК на БКП.